# Messor reticuliventris
Messor reticuliventris är en myrart som beskrevs av Vladimir Aphanasjevich Karavaiev 1910. Messor reticuliventris ingår i släktet Messor och familjen myror. Inga underarter finns listade i Catalogue of Life.